# 아질 문화

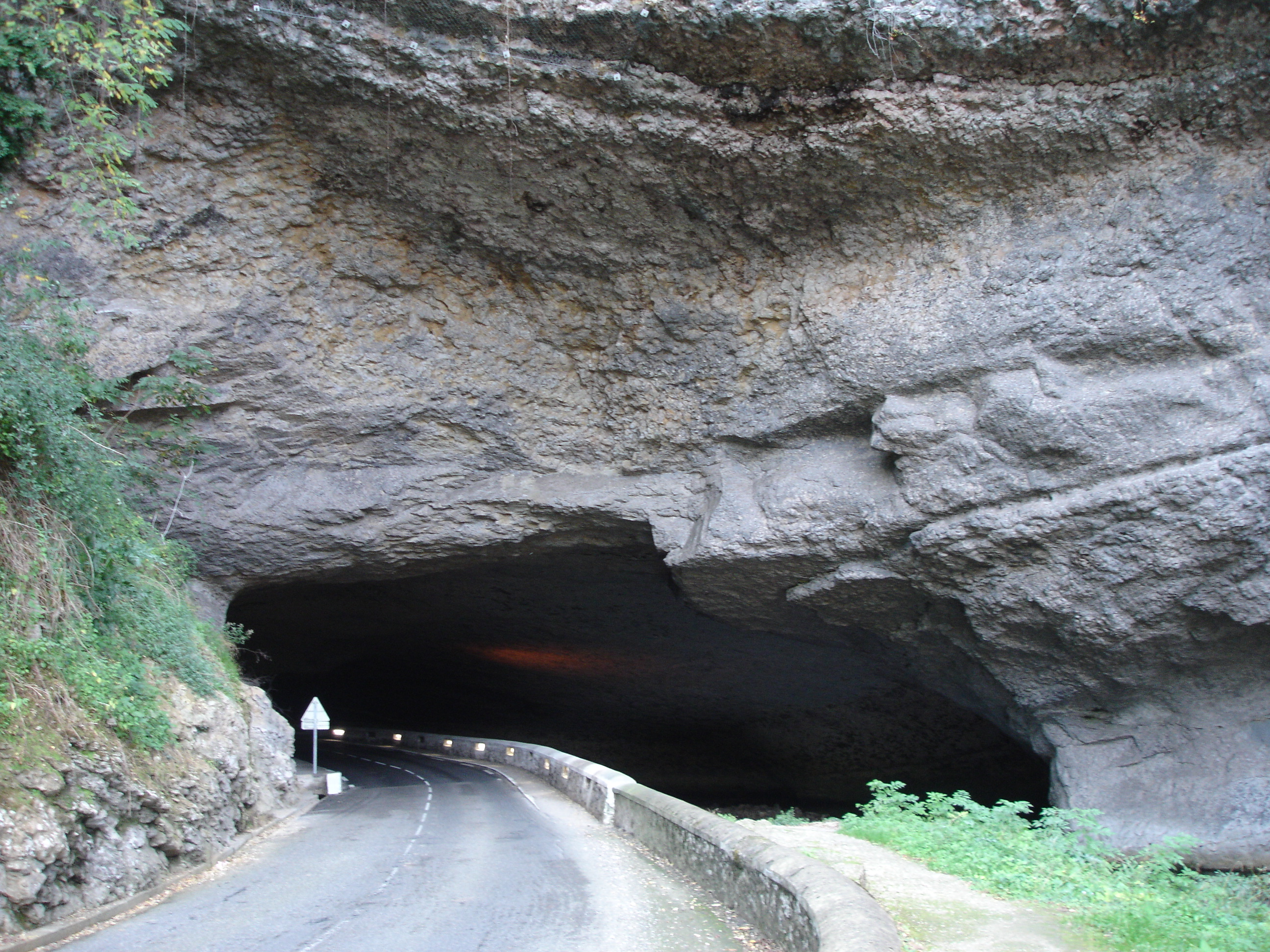

아질 문화(Azilian)는 프랑스의 아질 동굴을 표준 유적으로 하는 중석기시대의 문화이다. 서유럽에 분포한다. 후기 구석기시대의 마들렌 문화의 특징을 많이 가지고 있다. 기하학적 세석도(細石刀), 둥근 스크레이퍼, 첨두기를 제작하여 사슴·멧돼지·곰·달팽이를 식량으로 했다. 붉은색의 채력(彩礫), 붉게 채색한 두개골이 많이 발견되었다.

## 같이 보기
- 프랑스의 선사 시대
- 이베리아 반도의 선사 시대#아질 문화